# Dolomiaea crispoundulata
Dolomiaea crispoundulata là một loài thực vật có hoa trong họ Cúc. Loài này được (C.C.Chang) Ling mô tả khoa học đầu tiên năm 1965.